# Oncopsis fuscus
Oncopsis fuscus är en insektsart som beskrevs av Melichar 1902. Oncopsis fuscus ingår i släktet Oncopsis och familjen dvärgstritar. Inga underarter finns listade i Catalogue of Life.